# Gaspara Stampa
Gaspara Stampa (Padova, 1523 – Venezia, 23 aprile 1554) è stata una poetessa italiana.
Le sue rime, concepite secondo il modello petrarchesco, costituiscono una delle più interessanti raccolte liriche del Cinquecento.

## Biografia
Nacque a Padova verso il 1523 da un ramo cadetto della famiglia Stampa: alla morte del padre Bartolomeo (1531), commerciante di gioielli, la vedova Cecilia, con Gaspara e i fratelli Baldassare e Cassandra, si trasferì a Venezia. Cassandra era cantante e Baldassare poeta: quest'ultimo morì per malattia nel 1544 a diciannove anni, e ciò turbò molto Gaspara, tanto da farle meditare una vita monacale, stimolata su questa strada da suor Paola Antonia Negri; di lui restano i sonetti stampati con quelli della ben più nota sorella.
In laguna venne accolta dalla raffinata ed istruita società veneziana; al suo interno condusse una vita elegante e spregiudicata, segnalandosi per la sua bellezza e per le sue qualità. Fu difatti cantante e suonatrice di liuto, oltre che poetessa, ed entrò nell'Accademia dei Dubbiosi con il nome di Anasilla (così veniva chiamato in latino il fiume Piave - Anaxus - che attraversava il feudo dei Collalto, cui apparteneva quel Collaltino che lei amò). L'abitazione degli Stampa divenne uno dei salotti letterari più famosi di Venezia, frequentato dai migliori pittori, letterati e musicisti del Veneto, e molti accorrevano a seguire le esecuzioni canore di Gaspara delle liriche di Petrarca.
Sufficientemente colta nella letteratura, nell'arte e nella musica, Gaspara fu portata dalla forte carica della sua personalità a vivere in modo libero diverse esperienze amorose, che segnano profondamente la sua vita e la sua produzione poetica. I romantici videro in lei una novella Saffo, anche per la sua breve esistenza, vissuta in maniera intensamente passionale. La vicenda della poetessa va però ridimensionata e collocata nel quadro della vita mondana del tempo, dove le relazioni sociali, comprese quelle amorose, rispondono spesso a un cerimoniale e ad una serie di convenzioni precise. Fra queste è da segnalare l'amore per il conte Collaltino di Collalto, uomo di guerra e di lettere, che durò circa tre anni (1548-1551): tuttavia a causa di lunghi periodi di lontananza Collaltino non ricambiò il sentimento intenso che Gaspara provò per lui, e la relazione si concluse con l'abbandono della poetessa, che attraversò anche una profonda crisi spirituale e religiosa.
Morì a Venezia il 23 aprile 1554, dopo quindici giorni di febbri intestinali (mal cholico): alcune fonti riportano che si suicidò con il veleno per motivi amorosi, altre che le pene d'amore peggiorarono la sua salute fino a condurla alla morte per malattia.

## Le Rime
A Collaltino è dedicata la maggior parte delle 311 rime della Stampa (pubblicate dalla sorella Cassandra nel 1554 e dedicate a Giovanni Della Casa), che, concepite secondo il modello petrarchesco, costituiscono una delle più interessanti raccolte liriche del Cinquecento fra cui Arsi, piansi, cantai; piango, ardo e canto. Daniele Ponchiroli ha definito così queste rime:  «Umanamente complesso, ricco di "moderna" psicologia, il canzoniere della Stampa, che la nostra romantica sensibilità ha visto soprattutto come un "ardente diario" amoroso, risente dell'inquieta originalità di una vicenda umana "confessata" con femminile espansione. Nessun altro canzoniere cinquecentesco ci offre un così vivo interesse documentario e psicologico».
L'originalità coincide con i limiti stessi di una versificazione che tende a risolversi nelle forme immediate e quasi discorsive di una confessione autobiografica, rifiutando una più complessa elaborazione tecnico-formale del discorso poetico. Luigi Baldacci ha detto: «Il valore della sua poesia, la sua possibilità di suscitare un'eco, consistono nell'aver saputo quasi sempre rifiutare l'esperienza retorica dei contemporanei e nell'essersi umiliata il più delle volte, secondo un'elezione istintiva, a un uso della poesia che certo quel secolo non conobbe mai così immediato, o se conobbe si preoccupò di schermare perché lo stesso elemento biografico si portasse a un più alto grado di mito petrarchesco e di rievocazione di quella paradigmatica vicenda. [...] E per questo a proposito di Gasparina si è parlato, anche ai nostri tempi, di diario: definizione che trova conferma in un intervento di troppo immediata biografia in quello che dovrebbe essere il dominio più sacro della poesia. Questo, si sa, fu il suo limite, ma anche la ragione della sua positiva eccentricità di fronte alla cultura poetica del suo tempo, della quale le era ignoto il calcolo e la tecnica del dettare».
Dalla professione di musicista la Stampa ebbe come dice Ettore Bonora "l'impulso a svolgere in un tessuto melodico tenue e vario la sua lirica amorosa, alleggerendo la poetica petrarchesca, pure a lei presente, in forme che toccano sovente la grazia e la facile orecchiabilità di componenti popolari", e in particolare nel gruppo dei madrigali "il virtuosismo melodico arriva a riscattare la facilità quasi convenzionale delle immagini, trasforma la parola in sospiro, come avverrà a tanta poesia melodrammatica che appunto dai madrigali prese l'avvio per i suoi movimenti più patetici".

## Opere
- Rime di madonna Gaspara Stampa, Venezia, Plinio Pietrasanta 1554 che ha pubblicato la sorella.

## Intitolazioni

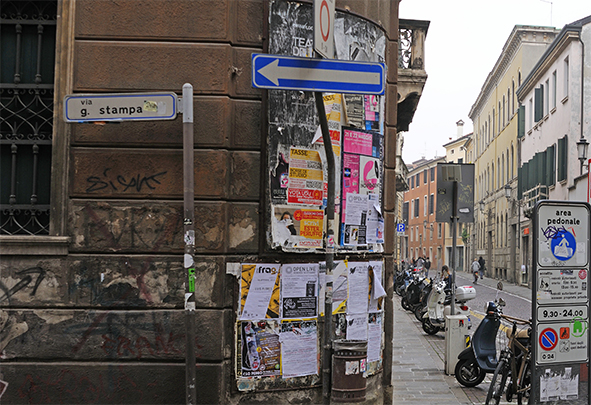
Via Gaspara Stampa a Padova

Padova le ha dedicato una strada nel centro storico, tra Via del Santo (in prossimità della Facoltà di Scienze Politiche) e Riviera Tito Livio. Nella stessa città, in Prato della Valle, alla base della statua numero 85 dedicata allo scultore Andrea Briosco, appare il suo piccolo busto (è l'unica donna rappresentata tra le oltre 80 statue della piazza). Altre città e paesi italiani le hanno intitolato aree di circolazione: Torino, Trieste, Roma, Reggio Emilia, Palermo, Cagliari, Rimini, Milano, Modena, Frosinone, Treviso, Abbiategrasso (MI), Aversa (CE), Noventa Padovana (PD), Corato (BA), Camaiore (LU), Fano (PU), Dolo (VE), Quartu Sant'Elena (CA), Feltre (BL), Anzio (RM), Cernusco sul Naviglio (MI).

## Nella cultura di massa
- Arsi, piansi, cantai, spettacolo di Margherita Stevanato con un testo originale di Luciano Menetto e musiche di Claudio Ambrosini in occasione dei cinquecento anni dalla nascita (1523-2023)